# Hoy no me puedo levantar
Hoy no me puedo levantar (deutsch: Heute komme ich nicht aus dem Bett) ist ein spanisches Musical. Musik und Texte stammen von Nacho Cano, ehemaligem Mitglied der Gruppe Mecano. Im Musical, das nach der ersten Single der Band benannt ist, wird mit 32 der größten Hits der Gruppe die Geschichte einer Gruppe verarmter Jugendlicher verfolgt, die nach dem Fall der Franco-Diktatur nach Madrid ziehen, um Teil der „Movida Madrileña“ zu werden und als Musiker Fuß zu fassen. Verbunden mit dieser Geschichte ist eine Nachzeichnung der Sentimente der 1980er der Movida im Schatten von Drogen und Aids. Das Musial wurde drei Spielzeiten lang im Movistar-Theater in Madrid und eine Spielzeit lang im Centro Cultural Telmex in Mexiko-Stadt gespielt. Als Produzent in Spanien fungiert das Unternehmen Drive und in Mexiko OCESA Teatros.

## Handlung
Erster Akt
Die Handlung spielt im Spanien der 1980er Jahre. Mario und Colate, zwei Freunde entscheiden sich, in die Stadt zu ziehen, um eine Band zu gründen (Hoy no me puedo levantar). Sie lassen nicht nur ihr Leben im Dorf zurück, Colate auch seine Freundin Anuca, die ihn erst gehen lässt, nachdem Mario ihr verspricht, auf Colate aufzupassen (Quiero vivir en la ciudad). Mario verspricht Colate, ihm eine rote Lederjacke zu schenken, wenn sich Erfolg einstellt. Angekommen in Madrid haben sie nichts und niemand nimmt sie als Duo unter Vertrag. Sie heuern schließlich in der Bar "Die 33" als Kellner an, in der Mario die Flamencotänzerin Maria kennenlernt. In einer anderen Bar lernen sie schließlich Panchi, den Schlagzeuger einer Heavy-Metal-Band und Guillermo, einen homosexuellen Gitarristen und Freund von Maria kennen, die beide bei der neuen Band mitmachen, die sich künftig "Cielo" nennen soll (Hoy no me puedo levantar (Reprise)/No hay marcha en Nueva York). Die vier Musiker erfahren von einem Wettbewerb, der in der 33 stattfindet und bei dem sie sich präsentieren möchten. Guillermo versucht, mit Hilfe einiger schwuler Stylisten einen passenden Look für die Band zu kreieren (Maquillaje). Mario verliebt sich unterdessen in Maria, die ihm jedoch die kalte Schulter zeigt (Por la cara). Deshalb wendet er sich an Anselmo, den Inhaber der 33. Am Gründungstag der Band verbringen die vier, Maria und Patricia, eine Freundin von Guillermo eine verrückte Nacht, in der sie Drogen konsumieren (Hawaii-Bombay). Eines Morgens taucht plötzlich Anuca auf und findet Colate im Rausch mit anderen in einem Raum schlafend vor. Da Colate es überdies vorzieht, in Madrid zu bleiben, anstatt ihr zurück ins Dorf zu folgen, entscheidet sie sich, ihn zu verlassen (Quédate en Madrid). Die Enttäuschung veranlasst Colate, von Mal zu Mal mehr Drogen zu konsumieren, die ihm der stadtbekannte Drogendealer Churchi besorgt. Anselmo versucht Mario beizubringen, wie er Maria erobern kann (Una Rosa es Una Rosa), doch sie weist ihn erneut zurück. Maria erzählt Patricia, wie untreu Männer seien und schlägt vor, dass sie Lesben werden (Mujer contra Mujer). Nachdem Panchi die Szene stört, fürchtet sie, dass Mario sie verletzen möchte (Lía). Colate hingegen gibt das gesparte Geld, das für die Instrumente zurückgelegt worden war, für Drogen aus und erzählt den anderen, dass es ihm gestohlen worden sei. Anselmo legt das Geld aus, möchte in Zukunft die Band managen und ändert den Namen der Band von "Cielo" in "Rulé" (Me colé en una fiesta). Dann passiert der  Staatsstreich des 23. Februars und die vier werden verpflichtet, den Wehrdienst zu leisten, doch zuvor findet der Wettbewerb statt, den prompt die Band Rulé gewinnt und berühmt wird (No controles). Am Tag des Wettbewerbs wird Maria bewusst, dass Mario wirklich in sie verliebt ist und sie beginnen mit einer Romanze (Medley 1).
Zweiter Akt
Einige Jahre sind vergangen und Rules Album ist ein großer Erfolg geworden. Colate und Panchi sitzen mit einem Joint auf dem Dach der 33 und phantasieren über Dalí and Laika ("Eugenio" Salvador Dalí/Laika). Anselmo, Mario und Guillermo finden sie auf dem Dach und erzählen, dass sie die Titelmelodie einer Fernsehshow produzieren werden (Aire). Colate kehrt in seine Wohnung zurück. Dort nimmt er eine Überdosis Drogen (Perdido en mi habitación). Einige Monate später sehen sie sich alle in der 33 und feiern die Single "Aire", die zum Nummer-eins-Hit geworden ist. Maria bleibt nicht lange, da sie am nächsten Morgen früh arbeiten muss, vergisst aber ihren Geldbeutel. Als sie zurückkehrt, findet sie Mario mit einem anderen Mädel vor, rastet aus und geht. Mario schreibt ihr ein Lied, aber Maria fühlt sich durch dieses angegriffen und ihre Beziehung reißt (Cruz de Navajas). Mario sucht nach Colate, findet ihn aber nicht in seiner Wohnung vor, sondern er kommt mit einem Tütchen Heroin zurück, als Mario gerade im Begriff ist, wieder zu gehen. Beide geraden in Streit über den Drogenkonsum von Colate (Barco a Venus). Kurz darauf bekommt Mario die Chance, sich als Solist zu verdingen und verlässt die Band (El uno, el dos y el tres). Es sind vier Jahre vergangen. Maria taucht in der 33 auf und findet dort nur Anselmo vor (El 7 de septiembre). Später taucht Mario auf und sie verbringen die Nacht zusammen (Hijo de la Luna). Alle außer Mario möchten zusammen ins Neue Jahr 1987 reinfeiern (Un año mas). Colate ist sehr bleich und schwach und verlässt die Party vorzeitig. Er sucht Mario in seiner neuen Wohnung auf, der jedoch nicht mit ihm reden möchte und ihn rausschmeißt. Colate hat AIDS und wollte Abschied nehmen. Ana hingegen erreicht er telefonisch; daraufhin erhängt sich Colate in seiner Wohnung (El fallo positivo). Panchi findet den Körper von Colate und schreit. Auch Mario erfährt von Colates Tod und fühlt sich einsam und schuldig (Me cuesta tanto olvidarte). Er geht zum Friedhof, wo er auf seine alten Freunde trifft. Nachdem sie alle gegangen sind, trifft er auf Colates Geist (No es serio este cementerio), der ihm aufträgt, nach Madrid zurückzugehen, Anselmo anstelle von ihm in die Band aufzunehmen und es nochmals mit Maria zu versuchen. Das tut Mario und trifft in der 33 Maria (La fuerza del destino / Vivimos siempre juntos / Medley 2).

## Aufführungen
Die Uraufführung von Hoy no me puedo levantar im speziell für die Produktion umfassend renovierten Teatro Movistar auf dem Gran Vía in Madrid datiert auf den 7. April 2005. Nach drei erfolgreichen Spielzeiten ist der Vorhang in Madrid am 27. Juli 2008 zum letzten Mal gefallen. Das Theater in Madrid wird seitdem für die neue Produktion Enamorados Animos vorbereitet, die im Oktober anläuft. Die spanische Produktion ging unterdessen ab dem 14. August 2008 auf eine Tour, die bis zum Sommer 2009 etwa 30 spanische Städte umfassen wird.
Die mexikanische Erstaufführung in Mexiko-Stadt datiert auf den 24. Mai 2006 im Cento Cultural Telmex und ging nach einer Spielzeit mit 414 auf Tour durch Mexiko. Für die nächste Spielzeit ist eine internationale Tour mit Stationen in Mexiko, den Vereinigten Staaten und Zentralamerika vorgesehen, die am 20. September 2008 im Auditorio Nacional in Mexiko-Stadt begonnen hat.

## Zuschauer
Sowohl in Spanien als auch in Mexiko konnte mit der Produktion ein beachtlicher Erfolg gelandet werden. Mit mehr als 1,5 Millionen Zuschauern ist das Musical die erfolgreichste spanische Produktion aller Zeiten. Das Musical hat insbesondere unter Jugendlichen Kultstatus erlangt, vergleichbar mit dem von Rent.

## Lieder im Musical
Erster Akt
- Ouverture
- Hoy no me puedo levantar
- Quiero vivir en la ciudad
- Hoy no me puedo levantar (reprise)
- No hay marcha en Nueva York
- Maquillaje
- Por la cara
- Hawaii-Bombay
- Quédate en Madrid
- Una rosa es una rosa
- Mujer contra mujer
- Lía
- Me colé en una fiesta
- No controles
- Medley 1 (J.C., El amargo del pomelo, Los amantes, No controles, Quédate en Madrid, Tú, Te busqué, Sube Sube, La fuerza del destino)

Zweiter Akt
- "Eugenio" Salvador Dalí/Laika
- Aire
- Perdido en mi habitación
- Cruz de Navajas
- Barco a Venus
- El uno, el dos y el tres
- El 7 de septiembre
- Hijo de la Luna
- Un año mas
- El fallo positivo
- Me cuesta tanto olvidarte
- No es serio este cementerio
- La fuerza del destino
- Vivimos siempre juntos
- Medley 2 (Naturaleza muerta, Dalai Lama, Cruz de Navajas, Maquillaje, No es serio este cementerio, Me colé en una fiesta, Vivimos siempre juntos, Hoy no me puedo levantar)